# Resolutie 1353 Algemene Vergadering Verenigde Naties
Resolutie 1353 van de Algemene Vergadering van de Verenigde Naties werd aangenomen op 21 oktober 1959 met 45 stemmen voor, negen tegen en 26 onthoudingen.

## Achtergrond

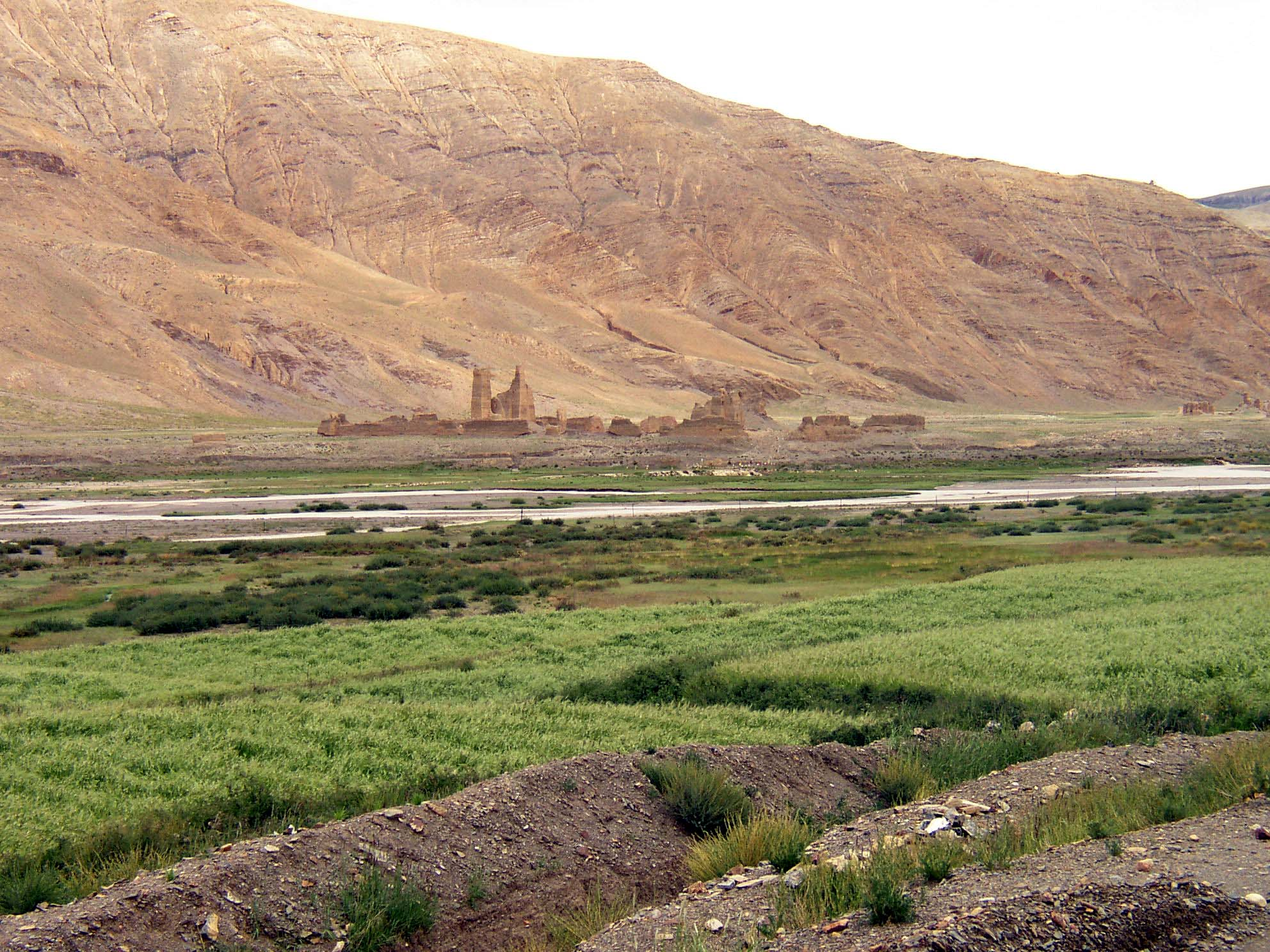
Verwoest Tibetaans klooster.

In hun geschiedenis hadden Tibet en het Tibetaanse volk verschillende periodes gekend van overheersing en onafhankelijkheid. Zo heerste het Chinees Keizerrijk onder andere in de 18e en de 19e eeuw over het gebied. Na de val van dat keizerrijk in 1912 werd Tibet een de
facto onafhankelijke staat. In 1950, een jaar nadat China communistisch werd, viel de Volksrepubliek China Tibet binnen. De Verenigde Naties veroordeelden de gebeurtenissen toen niet omdat de meeste landen China niet wilden dwarsbomen. In 1951 beslisten de Chinezen dat Tibet vanaf dan integraal deel uitmaakte van China. De daaropvolgende decennia in Tibet werden gekenmerkt door bloedige opstanden, rebellie en de verwoesting van onder meer Tibetaanse kloosters en cultureel erfgoed. Sindsdien ligt de toepassing van de mensenrechten in Tibet voortdurend onder vuur.
De kwestie-Tibet kwam op tafel op initiatief van Ierland en Malaya.

## Inhoud
De Algemene Vergadering herinnerde aan de principes van de fundamentele mensenrechten en vrijheden zoals uiteengezet in het Handvest van de Verenigde Naties en de Universele Verklaring van de Rechten van de Mens. De Algemene Vergadering overwoog dat de fundamentele rechten, waarop ook het Tibetaanse volk aanspraak had, het recht op burgerlijke en godsdienstvrijheid zonder onderscheid inhielden. Ze dacht ook aan het specifieke culturele en religieuze erfgoed van de Tibetanen en de autonomie die ze traditioneel hadden.
De Algemene Vergadering was erg bezorgd over rapporten, waaronder officiële verklaringen van Zijne Heiligheid de veertiende dalai lama, waarin stond dat de fundamentele rechten het Tibetaanse volk ontzegd werden. Ze betreurde het feit dat deze gebeurtenissen de internationale spanningen deden toenemen en de relaties tussen volkeren deden verbitteren, terwijl er juist naar werd gestreefd de internationale spanningen te verminderen en de relaties te verbeteren. De Algemene Vergadering bevestigde haar overtuiging dat respect voor de principes in het Handvest en de Universele Verklaring essentieel waren voor de totstandkoming van een vreedzame wereld die is gebaseerd op de rechtsstaat. De Algemene Vergadering riep op tot respect voor de fundamentele rechten van het Tibetaanse volk.

## Verwante resoluties
- Resolutie 1723 Algemene Vergadering Verenigde Naties
- Resolutie 2079 Algemene Vergadering Verenigde Naties